# Cassida ferruginea
Cassida ferruginea — жук підродини щитоносок з родини листоїдів.

## Поширення
Зустрічається в Європі, за винятком Піренейського півострова.

## Екологія та місцеперебування
Кормовими рослинами є деякі види айстрових (Asteraceae): оман іволістний (Inula salicina), блошниця дизентерійна (Pulicaria dysenterica), блошниця звичайна (Pulicaria prostrata) і блошниця болотна (Pulicaria uliginosa).